# Mirosław Hermaszewski
Mirosław Hermaszewski (ur. 15 września 1941 w Lipnikach, zm. 12 grudnia 2022 w Warszawie) – polski lotnik i kosmonauta, generał brygady pilot Wojska Polskiego. Pierwszy w historii Polak, który odbył lot w kosmos (w 1978 roku).
Członek Wojskowej Rady Ocalenia Narodowego (1981–1983), komendant Wyższej Oficerskiej Szkoły Lotniczej w Dęblinie (1987–1990), zastępca Dowódcy Wojsk Lotniczych i Obrony Powietrznej (1991–1992), szef bezpieczeństwa lotów WLiOP (1992–1995), od 1995 inspektor ds. Sił Powietrznych w Sztabie Generalnym Wojska Polskiego.
W latach 1983–1989 prezes Polskiego Towarzystwa Astronautycznego, w latach 1998–2000 przewodniczący Krajowej Rady Lotnictwa. Był członkiem Komitetu Wykonawczego Stowarzyszenia Kosmonautów i Astronautów Świata, członkiem Kapituły medalu Akademii Polskiego Sukcesu. Od 1979 roku członek Komitetu Badań Kosmicznych i Satelitarnych Polskiej Akademii Nauk. Założyciel i aktywista Międzynarodowego Stowarzyszenia Uczestników Lotów Kosmicznych. W latach 2002–2006 radny sejmiku województwa mazowieckiego.

## Życiorys

### Dzieciństwo i młodość
Urodził się w Lipnikach jako syn Romana Hermaszewskiego (1900–1943), podoficera WP, posiadającego 25-hektarowe gospodarstwo rolne i jego żony Kamili z domu Bielawskiej (1904–1995). Miał szóstkę starszego rodzeństwa: Alinę (1927–2008), Władysława Hermaszewskiego, również pilota (1928–2002), Sabinę (ur. 1930), Annę (ur. 1931), Teresę (ur. 1934) i Bogusława (ur. 1938).
Jako dziecko został ocalony przez matkę z napadu UPA na Lipniki w marcu 1943. Podczas rzezi wołyńskiej Hermaszewski stracił 19 członków swojej rodziny, w tym ojca, zmarłego w Bereznym, w wyniku rany postrzałowej płuca. Rodzina tułała się przez pewien czas, zmieniając wielokrotnie miejsce zamieszkania. W czerwcu 1945 Hermaszewscy zostali wysiedleni z Kresów Wschodnich na Dolny Śląsk. Zamieszkali w Wołowie, niedaleko Wrocławia. Tam Mirosław ukończył szkołę podstawową i Liceum Ogólnokształcące im. Mikołaja Kopernika. Przez krótki okres swojego młodzieńczego życia mieszkał w Krajence.
W latach 1956–1957 był członkiem Związku Młodzieży Polskiej. W 1962 wstąpił do Polskiej Zjednoczonej Partii Robotniczej.
Od 1960 działał w Aeroklubie Wrocławskim. W okresie od 1 lipca do 15 października 1961 uczestniczył w turnusie lotniczego przysposobienia wojskowego. Wówczas podwyższył kwalifikacje pilota szybowcowego, które zdobył w macierzystym aeroklubie i 6 sierpnia 1961 ukończył kurs akrobacji szybowcowej. Następnie rozpoczął naukę latania na samolotach typu CSS-13.

### Kariera wojskowa
13 listopada 1961 z licencją pilota szybowcowego i uprawnieniami pilota samolotowego wstąpił do Wyższej Szkoły Oficerskiej Sił Powietrznych w Dęblinie, gdzie opanował pilotaż samolotu TS-8 Bies i uzyskał kwalifikacje pilota myśliwskiego 3 klasy na samolocie odrzutowym MiG-15. Szkołę ukończył 22 marca 1964 w stopniu podporucznika, uzyskując przydział do 62 Pułku Lotnictwa Myśliwskiego OPK im. Powstańców Wielkopolskich 1918–1919 w Poznaniu, gdzie po dwóch latach uzyskał uprawnienia pilota 1 klasy i został przeszkolony w pilotażu samolotów ponaddźwiękowych MiG-21(Ma 2,05).
Za osiągnięcia w służbie Hermaszewski został w 1968 wyróżniony skierowaniem na studia stacjonarne do Akademii Sztabu Generalnego w Warszawie. Ukończył ją z wyróżnieniem w 1971. W latach 1964–1978 służył w Wojskach Obrony Powietrznej Kraju. Był dowódcą eskadry 28 Pułku Lotnictwa Myśliwskiego w Słupsku-Redzikowie, zastępcą dowódcy 34 Pułku Lotnictwa Myśliwskiego w Gdyni-Babich Dołach oraz dowódcą 11 Pułku Lotnictwa Myśliwskiego OPK im. Osadników Dolnośląskich we Wrocławiu i z tego stanowiska trafił do grupy kandydatów na kosmonautów.

### Lot w kosmos
Latem 1976, podczas spotkania przedstawicieli utworzonego przez ZSRR międzynarodowego Programu Interkosmos, ogłoszono, że w latach 1978–1985 odbędą się loty w kosmos z udziałem przedstawicieli państw bloku socjalistycznego. Nie ustalono jednak kolejności, w jakiej poszczególne kraje miałyby uczestniczyć w przedsięwzięciu. Naturalnymi kandydatami były Czechosłowacja i NRD jako państwa najbardziej zaawansowane technologicznie oraz mające relatywnie największy wkład w prace Interkosmosu. Przywódca NRD Erich Honecker naciskał, aby to jego krajowi przyznano palmę pierwszeństwa – w tym czasie bowiem po drugiej stronie żelaznej kurtyny wyznaczono zachodnioniemieckiego fizyka Ulfa Merbolda na pierwszego nieamerykańskiego kandydata na astronautę i Honeckerowi zależało, aby to obywatel Niemiec Wschodnich jako pierwszy znalazł się na orbicie. Jednak po interwencji przedstawicieli PRL, w której użyto argumentów ekonomicznych i historycznych, przedstawiających Polskę jako głównego partnera handlowego i sojusznika w walce z III Rzeszą, Moskwa zadecydowała, że jako pierwsi w kosmos polecą przedstawiciele Czechosłowacji i Polski. Decyzja miała charakter polityczny – w obu krajach sytuacja społeczna była niekorzystna dla władz (ruch dysydencki Karta 77 w Czechosłowacji oraz protesty z powodu ogłoszonych podwyżek cen w Polsce) i potrzebowano wydarzenia, które odwróciłoby uwagę opinii publicznej.
W tym samym roku Hermaszewski został wyłoniony w drodze selekcji z grona kilkuset polskich pilotów, wraz z płk. Zenonem Jankowskim, jako kandydat do lotu kosmicznego. Ostatecznie wybrany (Jankowski został zmiennikiem), 4 grudnia 1976 odleciał do Gwiezdnego Miasteczka pod Moskwą, gdzie przygotowywał się do lotu kosmicznego. Od godziny 17:27 27 czerwca do godziny 16:31 5 lipca 1978 wraz z Piotrem Klimukiem odbył lot na statku kosmicznym Sojuz 30. 28 czerwca 1978 o godzinie 19:08 przeprowadzono cumowanie z zespołem orbitalnym „Salut 6” – Sojuz 29. Po wykonaniu programu badawczego 5 lipca w stepach Kazachstanu odbyło się lądowanie. W czasie 8-dniowej misji dokonano 126 okrążeń Ziemi i zostało ustanowionych kilka rekordów Polski zatwierdzonych przez FAI; m.in.: wysokość – 363 km, prędkość lotu – 28 tys. km/h, czas trwania lotu – 190 godzin 3 minuty 4 sekundy, przebyty dystans – 5 273 257 km i inne.
Za udział w tym locie Mirosław Hermaszewski został odznaczony Złotą Gwiazdą Bohatera Związku Radzieckiego, Orderem Lenina oraz Orderem Krzyża Grunwaldu I Klasy. Otrzymał jednocześnie awans na stopień podpułkownika (22 lipca 1978).

### Późniejsze lata

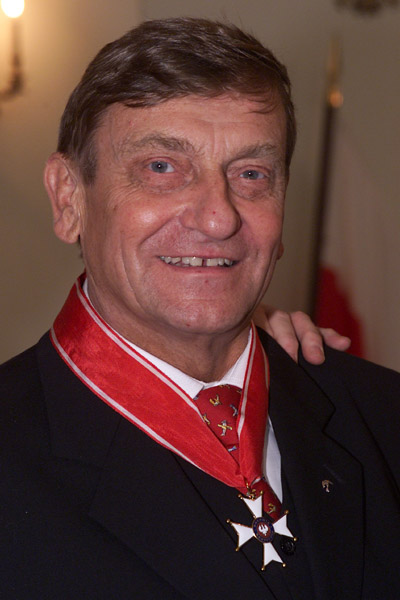
Mirosław Hermaszewski odznaczony Krzyżem Komandorskim Orderu Odrodzenia Polski, 2003

W dniu katastrofy samolotu pasażerskiego Ił-62M „Tadeusz Kościuszko” Polskich Linii Lotniczych LOT Mirosław Hermaszewski odbywał lot służbowy na samolocie TS-11 „Iskra”. Oto jego relacja:

(...) 9 maja leciałem służbowo z Dęblina do Piły. I kiedy osiągnąłem nakazaną wysokość około 2000 metrów, i przelatywałem w rejonie Warki nad Pilicą, wprowadziłem pewną korektę kursu, ponieważ wiatr był silniejszy niż oczekiwałem; i spojrzałem w kierunku Warszawy, a pogoda była dobra, choć bardzo takie wyraźne zamglenie. A zawsze kiedy spoglądasz na Warszawę z powietrza, to widać rozbłyski szklarni okolicznych. Ale w tym momencie pojawił się jakiś inny nieco rozbłysk. Tak kątem oka go zauważyłem. Nie taki jasny, a bardziej przypominający jak gdyby zapalenie zapałki; więc spojrzałem i widzę, że ten płomień bardzo szybko urósł i zamienił się jak gdyby w typowo czarny atomowy grzyb. I wtedy natychmiast zgłosiłem to do kontroli obszaru, do Warszawy. Dopiero chyba po kilkukrotnym wywołaniu kontrolera, kontroler bardzo spokojnie odpowiada, jak dziś pamiętam: „Zero pięćdziesiąty” (taki miałem indeks), „tak, dziękuję, my wszystko wiemy”...

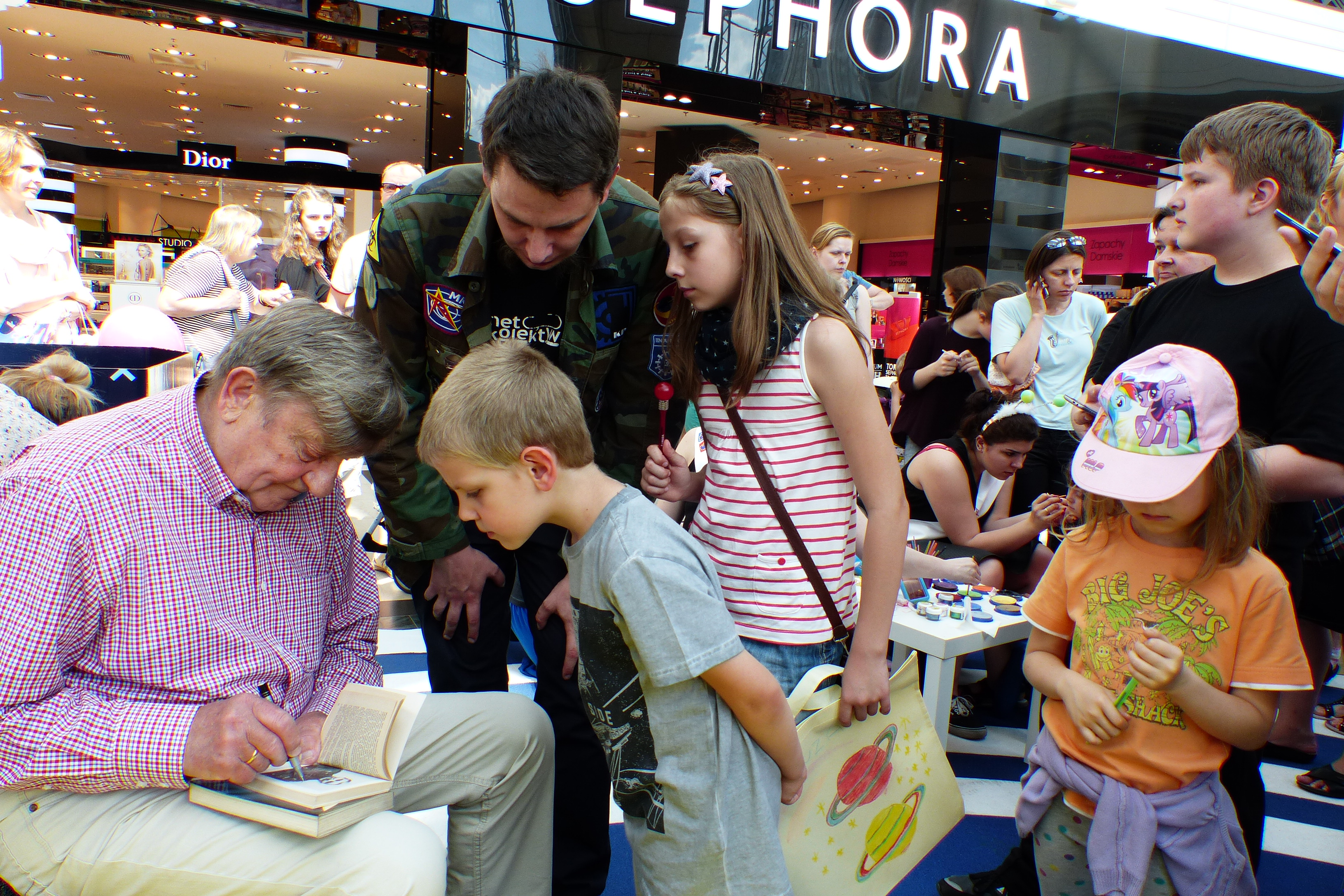
Mirosław Hermaszewski na spotkaniu w Warszawie (2016)

Był delegatem na VIII i X Zjeździe oraz zaproszonym gościem IX Zjazdu PZPR.
W latach 1981–1983 Hermaszewski był formalnym członkiem Wojskowej Rady Ocalenia Narodowego. W tym czasie odbywał studia w Moskwie w tamtejszej Wojskowej Akademii Sztabu Generalnego (ukończył je w 1982). Twierdził, że do WRON został włączony bez swojej wiedzy. 13 grudnia 1981 na rozkaz wojskowy przybył do Warszawy, lecz po dwóch tygodniach zwolniono go na dalsze studia. W 1983 został wybrany na wiceprzewodniczącego Zarządu Głównego Towarzystwa Przyjaźni Polsko-Radzieckiej. W latach 1987–1990 był komendantem Wyższej Oficerskiej Szkoły Lotniczej w Dęblinie. Od grudnia 1989 do czerwca 1990 był zastępcą szefa Głównego Zarządu Wychowawczego WP.
Zastępca dowódcy Wojsk Lotniczych i Obrony Powietrznej (1991–1992) i szef bezpieczeństwa lotów WLiOP (1992–1995). Od 1995 inspektor ds. Sił Powietrznych w Sztabie Generalnym WP. Po 40-letniej służbie przeszedł w stan spoczynku.
Od 21 maja 1983 do 24 czerwca 1989 był prezesem Polskiego Towarzystwa Astronautycznego.
W zasobach Instytutu Pamięci Narodowej znajduje się teczka personalna nieoficjalnego pracownika ps. „Długi”: Mirosław Hermaszewski, imię ojca: Roman, ur. 15-09-1941, sygn. IPN BU 3426/3175. Zdaniem historyka Sławomira Cenckiewicza Mirosław Hermaszewski w latach 1962–1964 był tajnym współpracownikiem WSW.

### Po odejściu na emeryturę

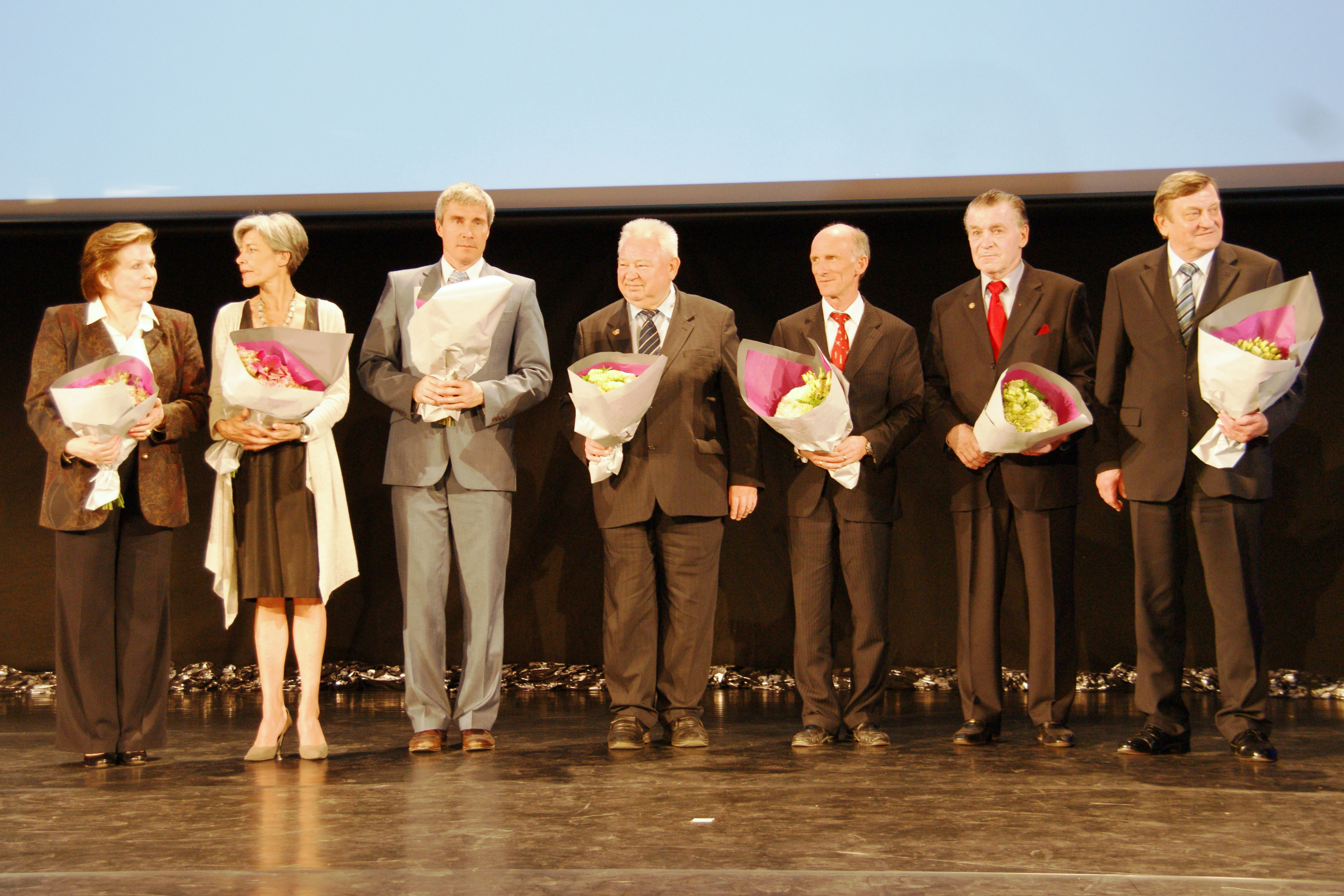
Uroczystości z okazji 50. rocznicy lotu w kosmos Jurija Gagarina (2011). Od lewej do prawej: Walentina Tierieszkowa, Claudie Haigneré, Siergiej Krikalew, Gieorgij Grieczko, Gerhard Thiele, Aleksandr Sieriebrow i Mirosław Hermaszewski

W 2001 wystartował bez powodzenia w wyborach parlamentarnych do Senatu z listy Sojuszu Lewicy Demokratycznej – Unii Pracy. Wówczas uzyskał 93 783 głosy, co przełożyło się na 32,46% poparcia w jego okręgu wyborczym. W wyborach samorządowych w 2002 był również z ramienia SLD–UP kandydatem do sejmiku mazowieckiego. Uzyskał mandat, zdobywając 10 463 głosy. W wyborach parlamentarnych w 2005 kandydował do Sejmu z listy Sojuszu Lewicy Demokratycznej (został wcześniej członkiem tej partii). Otrzymał 5223 głosy, nie zdobywając jednak mandatu.
W 2018 roku rząd Mateusza Morawieckiego przygotował ustawę, która degradowała osoby, które w latach 1943–1990 sprzeniewierzyły się polskiej racji stanu, w tym wszystkich członków WRON. Ustawa została przegłosowana przez parlament, ale zawetował ją prezydent Andrzej Duda, który powoływał się na przykład gen. Hermaszewskiego, jako osoby, która nie powinna być pozbawiona stopnia wojskowego na podstawie ustawy.
W czasie swojej służby latał na różnych typach szybowców i samolotów o napędzie tłokowym, a przede wszystkim na samolotach odrzutowych typu MiG-15, MiG-17 i MiG-21 oraz na PZL TS-11 „Iskra” i PZL-130 „Orlik”. Wykonywał loty zapoznawcze na samolotach bojowych innych państw m.in. na F-16, F-18, Mirage 2000-5, Su-27.
Lot pożegnalny odbył 5 października 2005 roku na pokładzie myśliwca MiG-29UB. Łącznie w powietrzu spędził za sterami 2047 godzin i 47 minut, wykonał 3473 starty i lądowania. Wykonał 10 treningowych skoków spadochronowych.

## Życie prywatne
W 1966 wziął ślub z Emilią Łazar (ur. 1947). Mieli syna Mirosława Romana (ur. 1966), absolwenta WSOSP, lotnika i oficera rezerwy Wojska Polskiego oraz córkę Emilię (ur. 1974), drugą żonę polityka Ryszarda Czarneckiego.
25 października 2021 został zatrzymany podczas prowadzenia pojazdu w stanie nietrzeźwości. Stwierdził, iż przed podróżą zażywał lek na żołądek, nie będąc świadomym, że zawiera on etanol.

## Śmierć i pogrzeb

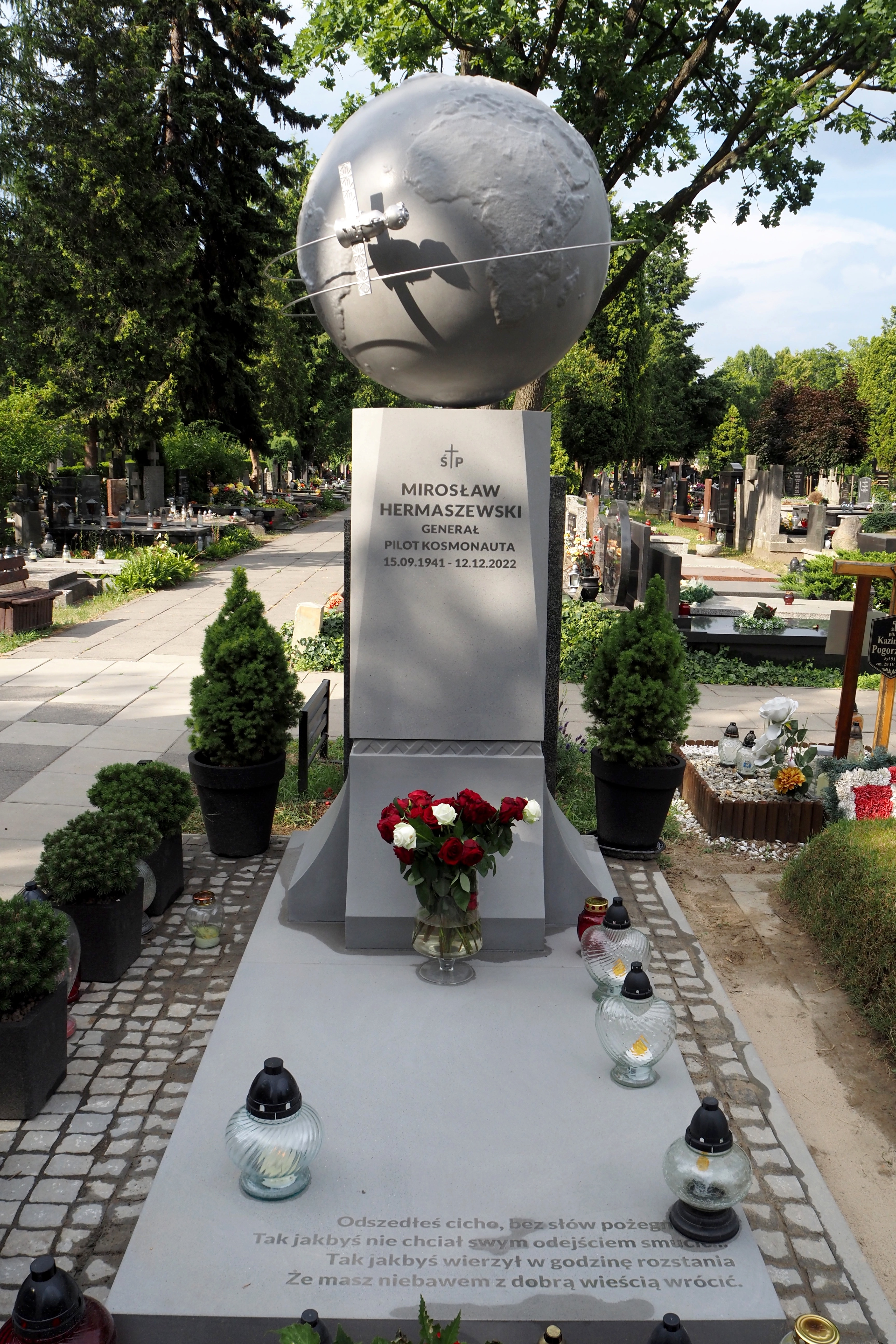
Grób Mirosława Hermaszewskiego na cmentarzu Wojskowym na Powązkach w Warszawie

Cierpiał na dolegliwości nerek. Zmarł 12 grudnia 2022 w wieku 81 lat, w wyniku komplikacji po przebytym zabiegu operacyjnym. 21 grudnia 2022 po mszy świętej w katedrze polowej Wojska Polskiego, którą celebrował bp Wiesław Lechowicz, lotnik został pochowany na cmentarzu Wojskowym na Powązkach w Warszawie. Uroczystości miały charakter państwowy z udziałem kompanii reprezentacyjnej Wojska Polskiego. Nad nekropolią w hołdzie zmarłemu przeleciały cztery myśliwce F-16.

## Awanse
- major – 6 stycznia 1975
- podpułkownik – 22 lipca 1978
- pułkownik – lipiec 1982[41]
- generał brygady – 15 września 1988[13]

## Odznaczenia i wyróżnienia
- Krzyż Komandorski Orderu Odrodzenia Polski (17 czerwca 2003)[42]
- Order Krzyża Grunwaldu I Klasy (1978)
- Złoty Krzyż Zasługi
- Medal 40-lecia Polski Ludowej (1984)
- Złoty Medal „Siły Zbrojne w Służbie Ojczyzny”
- Srebrny Medal „Siły Zbrojne w Służbie Ojczyzny”
- Brązowy Medal „Siły Zbrojne w Służbie Ojczyzny”
- Złoty Medal „Za zasługi dla obronności kraju”
- Srebrny Medal „Za zasługi dla obronności kraju”
- Brązowy Medal „Za zasługi dla obronności kraju”
- Odznaka Pilota Wojskowego
- Odznaka Skoczka Spadochronowego Wojsk Lotniczych
- Tytuł Honorowy i Odznaka „Lotnik Kosmonauta PRL” (1978)
- Tytuł Honorowy i Odznaka „Zasłużony Pilot Wojskowy PRL” (1978)
- Wpis do „Honorowej Księgi Czynów Żołnierskich” (1978)
- Odznaka „Pilot Wojskowy klasy mistrzowskiej”[43]
- Medal "Zasłużonemu dla Lotnictwa" (1978)[44]
- Odznaka Honorowa Złota Zasłużony dla Województwa Dolnośląskiego – nadanie 2013[45], wręczenie 2014[46]
- Złote Odznaczenie im. Janka Krasickiego (1978)
- Złoty Medal „Opiekun Miejsc Pamięci Narodowej” (1978)[47]
- Krzyż „Za Zasługi dla ZHP”[48]
- Złoty Medal „Za Zasługi w Umacnianiu Przyjaźni PRL-ZSRR”[48]
- Order Uśmiechu (1986)
- Złota honorowa odznaka Trybuny Robotniczej (1979)[49]
- Złota odznaka "Zasłużony dla województwa wrocławskiego" (1978)[50]
- Odznaka honorowa "Za zasługi w rozwoju województwa poznańskiego" (1978)[51]
- Odznaka Zasłużony Działacz Lotnictwa Sportowego (1979)[52]
- Złota Gwiazda Bohatera Związku Radzieckiego (nr 11301) (ZSRR, 5 lipca 1978)
- Order Lenina (ZSRR, 5 lipca 1978)
- Medal „Za umacnianie braterstwa broni” (ZSRR)[48]
- Medal „Za zasługi w podboju kosmosu” (Rosja, 12 kwietnia 2011)[53][54]
- Order Scharnhorsta (NRD)[48]
- Złoty Medal Braterstwa Broni (NRD)[48]
- Medal 40-lecia Wyzwolenia Czechosłowacji[48]
- Medal "30-lecia Rewolucyjnych Sił Zbrojnych" (Kuba)[48]
- Universal Astronaut Insignia za lot orbitalny (nr 89) – Stowarzyszenie Uczestników Lotów Kosmicznych (Association of Space Explorers(inne języki))[55]
- Honorowy Obywatel miasta Radom (1978)[d]
- Honorowy Obywatel Wrocławia (1978)[57]
- Honorowy Obywatel Miasta Frombork (1983)[58]
- Honorowy Obywatel Miasta Wołów (2011)[59]
- Honorowy Obywatel Miasta Sieradz[60]
- Wpis do "Księgi Ludzi zasłużonych dla woj. wrocławskiego i miasta Wrocławia" (1978)[61]
- Tytuł "Honorowego członka Aeroklubu PRL" (1979)[62]

## Publikacje
- Ciężar nieważkości: opowieść pilota-kosmonauty. Towarzystwo Autorów i Wydawców Prac Naukowych „Universitas”, 2009. ISBN 978-83-242-2296-4. Brak numerów stron w książce

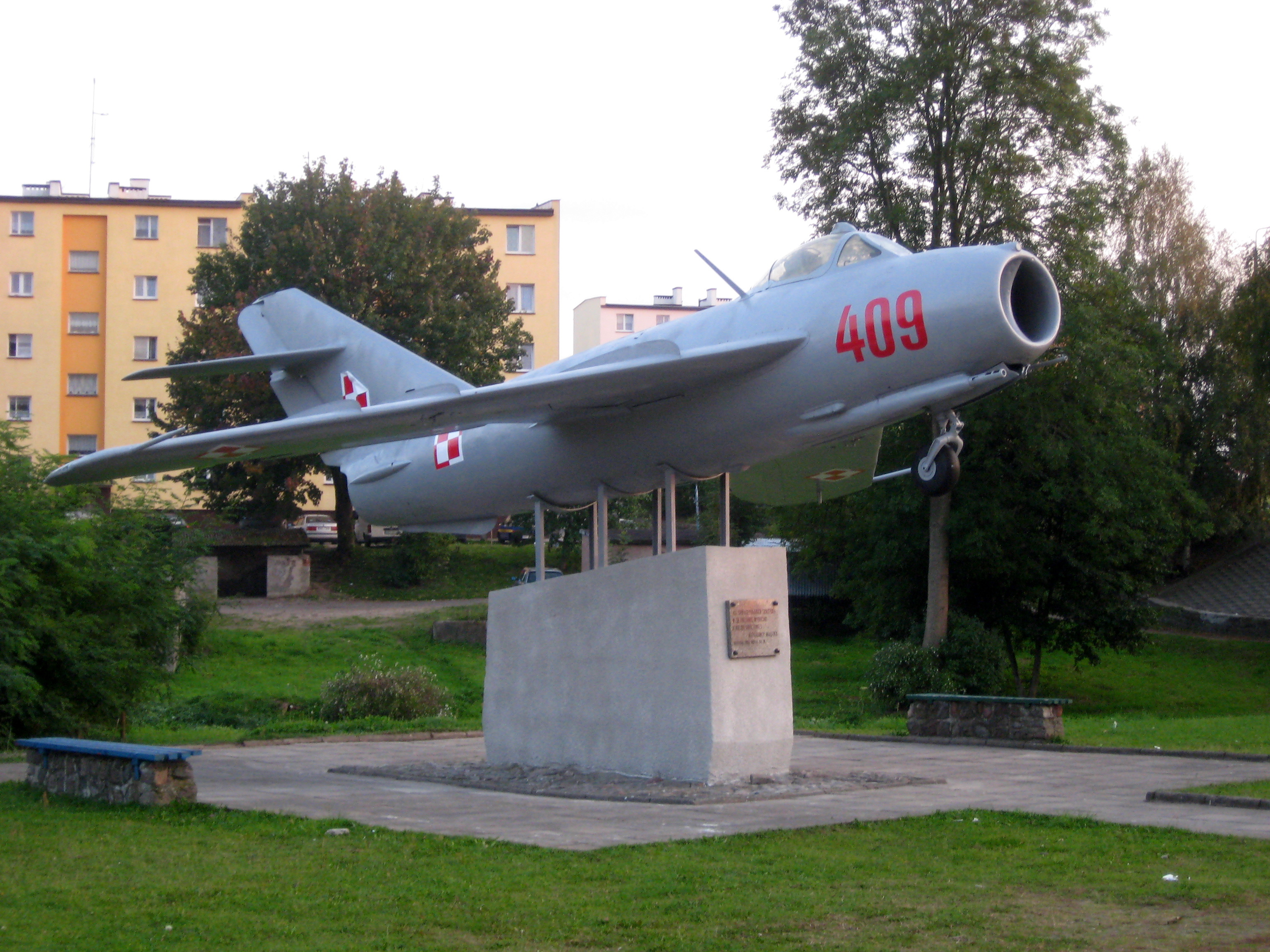
MiG-17 – Pomnik w Miastku (samolot podarowany mieszkańcom Miastka przez Mirosława Hermaszewskiego)

## Filmy dokumentalne
Filmy poświęcone Hermaszewskiemu:
- Wita was Polska, scenariusz i reżyseria: Bohdan Świątkiewicz, Czołówka 1978, 41 min[63]
- Mirosław Hermaszewski, scenariusz i reżyseria: Bohdan Świątkiewicz, Czołówka 1978, krótki metraż[64]
- Ciężar nieważkości, scenariusz i reżyseria: Maciej Odoliński, Prasa i Film 1997, 55 min[65]

Filmy z udziałem Hermaszewskiego:
- Droga w kosmos, scenariusz i reżyseria: Bohdan Świątkiewicz, Czołówka 1979, 45 min[66]
- Polak w kosmosie, scenariusz i reżyseria: Bohdan Świątkiewicz, Czołówka 1979, długi metraż[67]
- Lotnik kosmonauta, scenariusz i reżyseria: Bohdan Świątkiewicz, Czołówka 1980, krótki metraż[68]
- Kosmiczna przyjaźń, scenariusz i reżyseria: Bohdan Świątkiewicz, Czołówka 1980, krótki metraż[69]
- Die Fliegerkosmonauten, scenariusz i reżyseria: Marian Kiss, niemiecko-polski film poświęcony 10 byłym kosmonautom z programu Interkosmos, Mediopolis Film- und Fernsehproduktion 2007, 88 min[70]
- cykl Czarny serial, odc. Kościuszko cz. II, scenariusz i reżyseria: Tomasz Orlicz, TVP 2001, 21 min[14][71]

## Odniesienia kulturowe
- Transmitowana przez telewizję scena pocałunku, który wymienili ze sobą w stanie nieważkości Mirosław Hermaszewski i Aleksandr Iwanczenkow zainspirowała Macieja Zembatego do napisania lirycznej Ballady o majorze Hermaszewskim, wykonanej na Festiwalu Piosenki Prawdziwej w Gdyni (21 sierpnia 1981)
- Narodowy Bank Polski wprowadził do obiegu 12 października 1978 monetę o nominale 20 złotych 1978 Pierwszy Polak w kosmosie.
- Poczta Polska wprowadziła do obiegu 27 czerwca 1978 znaczek o nominale 1,50 zł – 2416 – Mirosław Hermaszewski – pierwszy Polak w kosmosie oraz bloczek – Mirosław Hermaszewski i symbolicznie przedstawiony lot w kosmos
- Poczta wietnamska – na znaczku wydanym w 1983 roku nazwisko kosmonauty to – M. HEPMAZEPSKI[72]
- Na debiutanckim albumie duetu Niwea 01, wydanym w 2010, jeden z utworów jest poświęcony Hermaszewskiemu[73].

## Upamiętnienie
W Witebsku znajduje się popiersie upamiętniające kosmonautów Mirosława Hermaszewskiego i Piotra Klimuka.

## Książki
- Bohdan Świątkiewicz, Polak w Kosmosie, Instytut Wydawniczy „Nasza Księgarnia” Warszawa 1978
- Andrzej Marks, Polak w Kosmosie, Wydawnictwo Książka i Wiedza, Warszawa 1978[75]
- Emil Bil, Jerzy Rakowski, Polak melduje z kosmosu, Krajowa Agencja Wydawnicza, Warszawa 1978[76]
- Emil Bil, Bronisław Hynowski, Droga Polaka na orbitę, Wydawnictwo MON, Warszawa 1978
- Kawecki Krzysztof, Terelak Jan, Medycyna i psychologia kosmiczna, Wiedza Powszechna, 1980 – Wstęp: Mirosław Hermaszewski[77]
- Kortko Dariusz, Pietraszewski Marcin, Cena nieważkości. Kulisy lotu Polaka w kosmos, Wydawnictwo Agora, 2018[78]